# Mikhaïl Golodny
Pour les articles homonymes, voir Epstein.
Mikhaïl Semionovitch Golodny (en russe : Михаи́л Семёнович Голо́дный), né Mikhaïl Epstein (Михаи́л Эпште́йн) le 11 décembre 1903 (24 décembre dans le calendrier grégorien) à Bakhmout et mort le 28 septembre 1964 à Moscou, est un poète et parolier, traducteur et journaliste russe soviétique. 

## Biographie
Né dans une famille juive, Mikhaïl Golodny passe son enfance à Iekaterinoslav.
Il fait ses études à l'université d'État de Moscou. Après l'arrivée au pouvoir des bolcheviques il fait ses débuts dans le journalisme, avec son ami Mikhaïl Svetlov. Il commence à écrire les poèmes en 1919, c'est aussi à cette époque qu'il intègre l'organisation de jeunesse Komsomol. Ses œuvres sont d'abord publiées dans les périodiques locales comme Iouny proletari, Molodaïa kouznitsa, Griadouchaïa smena. Elles paraissent ensuite dans Krasnaïa nov, Na postu, Molodaïa gvardia.
On retrouve son nom parmi les membres du groupe Octobre, aux côtés de Mikhaïl Svetlov, Alexandre Bezymenski, Aleksandr Jarov (ru), Ivan Doronine (ru), Iossif Outkine, populaire tout au long des années 1920, qui met un point d'honneur à combattre les attitudes bourgeoises en littérature et affirme le primat du contenu sur la forme. Il sera également membre du groupe Pereval jusqu'en 1927, puis de l'Association pan-russe des écrivains prolétariens.
En 1936, il écrit les paroles de la très populaire Pesnia o Chtchorse [Chanson sur  Chtchors] mise en musique par Matveï Blanter qui narre les exploits du héros de la Guerre civile russe Nikolaï Chtchors,. Une autre de ses chansons écrite en collaboration avec Blanter, en 1936, appelée Partisan Jelezniak, connaît un grand succès : elle fait honneur au marin révolutionnaire Anatoli Jelezniakov. Il traduit vers le russe les œuvres de Taras Chevtchenko, Maxime Rylski, Adam Mickiewicz.
Il rejoint les rangs du PCUS en 1939. 
Il est correspondant de guerre lors de la Seconde Guerre mondiale.  
Renversé par une voiture, il meurt le 20 janvier 1949 à l’âge de 45 ans. Il est enterré au cimetière de Novodevitchi.

## Décoration
- Médaille pour la Défense de Moscou